# ТЕЦ Джурджу
ТЕЦ Джурджу — закрита теплоелектроцентраль на півдні Румунії.
У 1984—1986 роках на майданчику станції стали до ладу три блоки, в яких змонтували котли продуктивністю по 420 тонн пари на годину, котрі живили парові турбіни потужністю по 50 МВт — дві типу DSL-50 та одну типу DKUL.
Крім того, ще з 1980-го тут працювали чотири парові котли продуктивністю по 105 тонн на годину, призначені для постачання пари промисловим споживачам.
Як паливо ТЕЦ використовувала буре вугілля.
Видача продукції відбувалась по ЛЕП, розрахованій на роботу під напругою 110 кВ.
В 2013 році ТЕЦ припинила роботу та невдовзі була визнана банкрутом.